# Albano Laziale
Albano Latino (en italiano: Albano Laziale) es un municipio italiano de la región del Lacio, provincia de Roma, con cerca de 35.428 habitantes (2001). Se extiende por una superficie de 23,80 km², con una densidad de población de 1.489 hab./km². Limita con Ardea, Ariccia, Castel Gandolfo, Rocca di Papa, Roma.

## Véase también

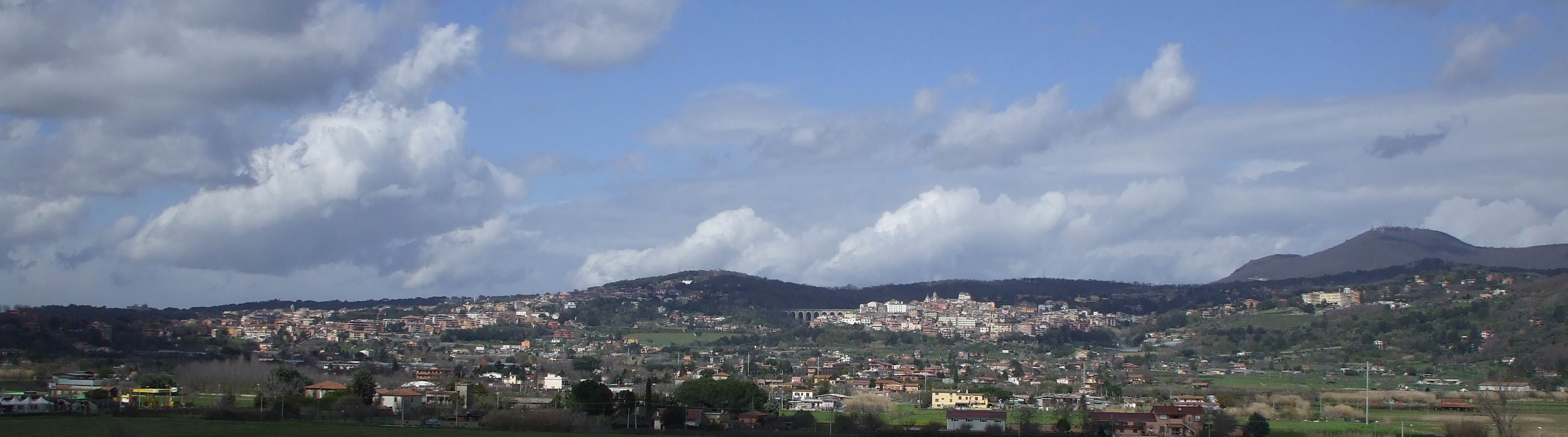
Albano Laziale - Ariccia
2008.

## Evolución demográfica
| Gráfica de evolución demográfica de Albano Laziale entre 1861 y 2001 |
|                                                                      |
| Fuente ISTAT - elaboración gráfica de Wikipedia                      |